# Kevin Carter
Kevin Carter (13 tháng 9 năm 1960 - 27 tháng 7 năm 1994)  là một nhiếp ảnh gia người Nam Phi và là thành viên của Bang-Bang Club. Anh đạt được giải thưởng Pulitzer danh giá cho bức ảnh mô tả nạn đói tại Sudan năm 1993. Anh đã tự kết liễu cuộc đời mình ở tuổi 33. Câu chuyện của anh được miêu tả trong cuốn sách Bang-Bang Club của Greg Marinovich và João Silva năm 1998.

## Thời trẻ
Kevin Carter sinh ra tại Johnannesburg, Nam Phi và anh lớn lên trong tầng lớp trung lưu trong xã hội, chỉ dành cho người da trắng, nơi anh phải chứng kiến nạn phân biệt chủng tộc xảy ra như cơm bữa. Khi còn là một đứa trẻ, anh thỉnh thoảng chứng kiến cảnh tượng cảnh sát đột kích để bắt những người da đen đang sống bất hợp pháp trong khu vực. Sau đó, anh nói rằng anh đã đặt câu hỏi làm thế nào mà cha mẹ của anh - một gia đình Công giáo, lại thờ ơ, không quan tâm đến việc chống lại nạn phân biệt chủng tộc. 
Sau khi tốt nghiệp trung học, Carter đã từ bỏ con đường để trở thành một dược sĩ vì học hành quá kém và phải gia nhập quân đội. Để trốn thoát khỏi lực lượng bộ binh, anh gia nhập Lực lượng Không quân trong 4 năm. Năm 1980, anh đã chứng kiến thấy cảnh một người bồi bàn da đen bị lăng mạ. Carter đã bảo vệ người bồi bàn đó, dẫn đến kết quả là anh bị hành hung bởi những người lính khác và bị sỉ nhục là ''người tình của bọn mọi đen''. Sau đó Kevin đã đào ngũ, cố gắng bắt đầu một cuộc sống mới với tư cách là một tay chơi DJ lấy tên ''David''. Tuy nhiên, điều này khó khăn hơn anh dự đoán. Ngay sau đó, anh quyết định thực hiện phần còn lại của nghĩa vụ quân sự bắt buộc của mình. Sau khi chứng kiến vụ đánh bom trên phố Church tại thủ đô Pretoria vào năm 1983, anh quyết định trở thành một nhiếp ảnh gia thời sự và đồng thời cũng là một phóng viên.  

## Sự nghiệp đầu đời
Carter bắt đầu trở thành một nhiếp ảnh gia thể thao cuối tuần vào năm 1983. Năm 1984, anh chuyển qua làm việc cho Johannesburg Star, tiếp tục vạch trần những sự tàn bạo của chế độ phân biệt chủng tộc.
Carter là người đầu tiên chụp được bức ảnh về vụ hành quyết "thắt cổ" công khai của người Châu Phi da đen ở Nam Phi vào giữa những năm 1980. Carter đã bộc lộ suy nghĩ của mình về bức ảnh này: "Tôi kinh sợ với những gì họ đang làm. Nhưng rồi mọi người bắt đầu bàn tán về những bức ảnh đó... rồi tôi thấy có lẽ hành động của bản thân không hẳn đã xấu. Việc chứng kiến một điều tồi tệ và man rợ không phải là một việc làm xấu xa." 

## Tại Sudan
Tháng 3 năm 1993, Robert Hadley là thành viên của Chiến dịch Liên hợp quốc Lifeline Sudan đã cho João Silva có cơ hội để đến Sudan và báo cáo về tình hình nạn đói ở Nam Sudan cùng với phe nổi dậy trong cuộc nội chiến ở khu vực đó.  Silva nói với Carter rằng anh ta cảm thấy đây là cơ hội để mở rộng sự nghiệp tự do của mình và sử dụng công việc là cách để giải quyết các vấn đề cá nhân.  Chiến dịch Lifeline Sudan đang gặp khó khăn về tài chính, và LHQ tin rằng việc công khai tình trạng đói kém và nhu cầu của khu vực sẽ giúp các tổ chức viện trợ duy trì nguồn vốn. Silva và Carter là những người theo chủ nghĩa phi chính trị và họ chỉ mong muốn được chụp ảnh. 
Sau khi bay đến Nairobi, cả hai phát hiện ra rằng cuộc giao tranh mới ở Sudan sẽ buộc họ phải chờ đợi ở thành phố đó vô thời hạn. Trong suốt khoảng thời gian này, Carter đã cùng với LHQ đi đến Juba ở miền nam Sudan để chụp ảnh một chiếc sà lan chở lương thực cho khu vực. Ngay sau đó, Liên Hợp Quốc nhận được sự cho phép từ một nhóm phiến quân bay viện trợ lương thực cho Ayod. Hadley mời Silva và Carter bay đến đó cùng anh ta.  Khi ở Ayod, Silva và Carter tách ra để chụp ảnh các nạn nhân của nạn đói, họ thảo luận với nhau về những tình huống gây sửng sốt mà họ đang chứng kiến. Silva thấy rằng những người lính nổi dậy có thể đưa anh ta đến với người có quyền lực. Carter tham gia cùng anh ta. Một trong những người lính, không nói được tiếng Anh, rất thích đồng hồ đeo tay của Carter. Carter đã tặng anh ta chiếc đồng hồ rẻ tiền đó như một món quà.  Những người lính phục vụ Silva và Carter như những người vệ sĩ của họ.  

### Bức ảnh đoạt giải Pulitzer ở Sudan
Carter chụp được một bức ảnh một bé gái gầy gò ốm yếu nằm gục trên đất vì đói, trong khi một con kền kền đang chực chờ đói khát định lao vào, đợi cho đến khi cô bé chết thì nó sẽ tới và rỉa thịt. Anh nói với Silva rằng anh cảm thấy sốc trước tình huống trước mặt. Anh đã chụp lại khoảnh khắc định mệnh ấy và đuổi con kền kền đi. Vài phút sau, Carter và Silva lên một chiếc máy bay nhỏ của LHQ và rời Ayod đến Kongor. 
Bức ảnh ''Kền kền chờ đợi" sau đó đã được đăng trên tờ The New York Times đầu tiên vào ngày 26 tháng 3 năm 1993, đã khiến cho toàn thế giới ám ảnh và gây ra làn sóng phẫn nộ lớn trong dư luận. Hàng trăm người đã gọi điện tới tòa soạn để hỏi thăm về số phận của cô bé. The New York Times nói rằng theo lời của Carter, "cô bé đã hồi phục để tiếp tục chuyến đi của mình sau khi con kền kền bị xua đuổi" nhưng không biết liệu cô bé có đến được trạm cứu trợ lương thực của Liên Hợp Quốc hay không. "  Vào tháng 4 năm 1994, bức ảnh đã giành được giải thưởng Pulitzer cho Ảnh vấn đề sự kiện.
Vào năm 2011, cha của đứa bé đã tiết lộ rằng đứa trẻ là một cậu bé tên là Kong Nyong. Cậu bé đã được chăm sóc bởi trạm cứu trợ lương thực của Liên Hợp Quốc. Nhưng Nyong đã chết vì bệnh sốt bốn năm trước đó (khoảng 2007) - theo gia đình.

## Công việc khác
Vào tháng 3 năm 1994, Carter đã chụp một bức ảnh của ba thành viên Afrikaner Weestandbeweging bị bắn trong cuộc xâm lược Bophuthatswana trước cuộc bầu cử Nam Phi. Giữa chừng sự việc, Carter đã hết phim, nhưng vẫn có đủ ảnh để cung cấp cho các tờ báo trên thế giới. Eamonn McCabe của tạp chí The Guardian nói: "Đó là một bức ảnh chiếm gần như mọi trang nhất trên thế giới, một bức ảnh chân thật của toàn bộ chiến dịch." 

## Giải thưởng
Vào tháng 4 năm 1994, bức ảnh ''Kền kền chờ đợi'' của Carter đã giành được giải thưởng Pulitzer cho Ảnh vấn đề sự kiện.

## Cái chết
Vào ngày 27 tháng 7 năm 1994, Carter lái xe đến Parkmore gần Trung tâm Nghiên cứu và Lĩnh vực, nơi mà anh thường chơi khi còn nhỏ, và anh đã tự sát bằng khí carbon monoxide trong xe hơi. Anh ra đi ở tuổi 33 và để lại một bức thư tuyệt mệnh cầu xin sự tha thứ:
''Tôi thật sự, thật sự xin lỗi. Nỗi đau trong cuộc sống này đã đè nén đến mức niềm vui chẳng còn tồn tại....chán nản...không có điện thoại...không có tiền thuê nhà...không có tiền chăm sóc cho con...không có tiền trả nợ...tiền!!!...Tôi bị ám ảnh bởi những ký ức đến mức đáng sợ về giết chóc, những xác chết, những sự giận dữ, những nỗi đau...của những đứa trẻ chết đói, của những kẻ điên loạn, những tên giết người...Tôi đã đi đoàn tụ với Ken rồi nếu tôi đủ may mắn.''
Dòng cuối cùng liên quan đến người đồng nghiệp vừa bị sát hại của anh ấy -  Ken Oosterbroek. 

## Trong văn hóa đại chúng
Bài hát năm 1996 "Kevin Carter" của ban nhạc rock Manic Street Preachers, trong album thứ tư Everything Must Go của họ, được lấy cảm hứng từ cuộc đời và cái chết của Carter.  Lời bài hát được viết bởi Richey Edwards ngay trước khi ông mất tích.
Album năm 2001 Poets and Madmen của ban nhạc rock người Mỹ Savatage được lấy cảm hứng từ cuộc đời và cái chết của Kevin Carter.
Trong bộ phim The Bang Bang Club năm 2010, vai diễn Carter do Taylor Kitsch thủ vai.

## Liên kết  ngoài
- Bức ảnh đoạt giải Pulitzer về bé gái ở Sudan